# Pavimento industriale
Con il termine pavimento industriale si intende una pavimentazione continua costituita da una piastra orizzontale in calcestruzzo che può essere o debolmente armata, o armata in modo tradizionale, e/o fibrorinforzata in modo strutturale, o armata con sistema di post-tensione, in genere di grande dimensione. L'uso abituale in ambito industriale porta queste pavimentazioni ad avere la suddetta denominazione, anche in casi di diversa destinazione d'uso (ad esempio per centri commerciali).
Si è molto discusso se le pavimentazioni industriali debbano ritenersi delle strutture, e quindi progettate da professionisti, oppure no. In tal senso la questione si arricchisce di una posizione ufficiale con la pubblicazione delle istruzioni CNR 211/2014: "Istruzioni per la progettazione, l'esecuzione ed il controllo delle pavimentazioni di calcestruzzo" che introduce i criteri per la progettazione e la certificazione di queste opere. Con la pubblicazione delle Nuove Norme Tecniche (2018) e soprattutto con l'approvazione del testo della Circolare da parte dell'Assemblea del Consiglio Superiore dei LLPP si arriva a un chiarimento più importante. La Circolare infatti fa riferimento al capitolo 4 proprio a questo documento CNR. CONPAVIPER, l'associazione industriale che rappresenta il settore chiede a questo punto un chiarimento al exGenio della Toscana, che emette un parere che elimina ogni dubbio: se la Pavimentazione non ha un carattere di sola finitura è una struttura e quindi va progettata, controllata e in zona sismica va richiesta l'autorizzazione sismica
In ogni caso, per la forma e per le azioni a cui è soggetto, il pavimento industriale ha in genere requisiti molto specifici e particolari, strettamente correlati con la produzione di beni e lo svolgimento di precise attività lavorative.
In genere si richiedono durabilità, resistenze a stati tensionali e deformativi provocati dal passaggio di grossi carichi concentrati e/o distribuiti, poca attenzione all'estetica. La durabilità del pavimento dipende dalla manutenzione ordinaria a carico dell'utilizzatore (decontaminazione, manutenzione giunti, e un attento utilizzo) e dal tipo di rivestimento adottato.
L'impiego di macchinari ad alta precisione potrebbe anche richiedere la pressoché perfetta planarità della pavimentazione (pavimenti superflat per logistica a corsie strette). L'impiego di macchine operatrici e muletti potrebbe richiedere alta resistenza all'abrasione (strato d'usura), a fatica (tipo di calcestruzzo, spessore, armatura) potrebbe richiedere resistenza fisico-chimica a deterioramento ed invecchiamento. 
La norma UNI 11146 "progettazione, esecuzione e collaudo dei pavimenti di calcestruzzo ad uso industriale" definisce i criteri per la progettazione, l'esecuzione ed il collaudo dei pavimenti di calcestruzzo ad uso industriale, denominati anche "pavimenti industriali", costituiti da una piastra di calcestruzzo e da eventuali trattamenti superficiali atti a migliorare le prestazioni della superficie.
Il pavimento è per l'utilizzatore fonte di profitti e perdite e quindi importantissimo progettarne e verificarne tutte le fasi quali: sottofondo (controlli sulla planarità e sul Modulo di deformazione con prove su piastra); calcestruzzo (monitoraggio calcestruzzo fresco, prelievo di cubetti), esecuzione giunti di contrazione (distanza, geometria e profondità) 
Le soluzioni ottimali devono essere individuate a seconda della destinazione d'uso (alimentare, logistica, chimica, meccanica, piazzale esterno, celle frigo, parcheggio multipiano, ecc) del tipo di supporto (misto cementato, soletta, iglù, materassino coibente ecc) e del tipo di usura/abrasione prevista, mentre i criteri di accettazione devono stabilire planarità, presenza di stato fessurativo e quanto recepito negli "Usi e consuetudini" per tale tipo di applicazione. 
Il materiale usato è il calcestruzzo la cui resistenza meccanica è correlata alle tensioni innescate dai carichi e dagli stati coattivi, di cui il clima, al momento del getto, è il più rilevante.
Lo strato d'usura viene applicato con due metodi diversi: a spolvero o semina (il metodo più diffuso per semplicità applicativa e alta produzione giornaliera). Lo spolvero non consente una distribuzione uniforme della miscela anidra di quarzo e cemento sulla superficie del calcestruzzo in fase di presa. Il metodo a pastina richiede maestranze competenti e consente una limitata produzione giornaliera. Lo strato d'usura, una miscela di quarzo cemento additivi in polvere e talvolta fibre sintetiche, viene applicato "fresco su fresco" in ragione di 15 kg/m² in modo da formare uno strato d'usura di circa 7/8 mm.
I giunti di contrazione vengono eseguiti per consentire le contrazioni tipiche da ritiro della miscela di calcestruzzo (variabili da fornitore a fornitore) dagli impedimenti alle contrazioni esistenti nell'area (spiccati in elevazione), e dal tipo di additivo impiegato come ad esempio SRA (riduttore di ritiro) oppure ShCA (compensatore di ritiro). La profondità dei tagli deve comunque avvenire per 1/5 dello spessore.
La maturazione protetta dei getti è un obbligo necessario ed indispensabile.

## Tipologie di pavimenti industriali
I principali pavimenti industriali sono in calcestruzzo, in resina e in PVC. 

### Pavimenti in resina
I pavimenti in resina sono regolati secondo la normativa UNI8297 che classifica le tipologie di rivestimenti in resina in funzione dello spessore e dell'applicazione. 
La norma UNI 8297 classifica i sistemi resinosi in relazione allo spessore finale crescente, cioè allo spessore del sistema, a indurimento avvenuto di tutti i vari strati che lo compongono: 
- sistemi incorporati, quelli che non formano uno strato superficiale apprezzabile, e che quindi vengono assorbiti dal supporto;
- sistemi riportati, quelli in grado di formare uno strato superficiale più o meno spesso e variabile tra 0,150 mm ÷ 10 mm (raramente oltre).

La classificazione dei sistemi resinosi riportati terrà conto del parametro “spessore” e i vari sistemi saranno elencandoli in ordine crescente in base allo spessore finale del rivestimento.
- sistemi pellicolari;
- sistemi multistrato;
- sistemi autolivellanti;
- sistemi di malta resinosa.

La norma UNI8297 si avvia ad essere revisionata. Il documento che ad oggi rappresenta lo stato dell'arte sono le Linee Guida pubblicate da CONPAVIPER

### Pavimenti in PVC
Un altro tipo di pavimento industriale è il pavimento in PVC, sempre più di largo impiego e utilizzato nel mondo dei rivestimenti industriali per le loro caratteristiche tecniche. I pavimenti in PVC sono costituiti da tre strati: il supporto, lo strato in pellicola stampata e lo strato superiore. Il supporto è la base del pavimento in PVC, lo strato in pellicola prevede l`estetica del pavimento ed infine lo strato superiore che protegge il pavimento dall`usura dovuta al calpestio e alle continue sollecitazioni. Il PVC è quindi un materiale con ottima resistenza meccanica, ciò consente di essere resistente ad urti e abrasioni. I pavimenti in PVC sono aderenti e senza presenza di fughe; ciò permette una facilità di pulizia. A differenza dei pavimenti in resina e in calcestruzzo, i pavimenti in PVC grazie alla flessibilità resistono nel tempo, sono degli ottimi isolanti termici ed acustici. La posa di un pavimento in PVC avviene in modo semplice e rapido attraverso l`incastro ed a differenza degli altri pavimenti industriali non sono necessari eventuali fermi di produzione e trattamenti specifici antipolvere. Per la sua flessibilità il pavimento in PVC può essere utilizzato in diversi ambienti. Infine i pavimenti in PVC sono riciclabili al 100%. Per la sua flessibilità il pavimento in PVC può essere utilizzato in diversi ambienti commerciali: magazzini, autorimesse, palestre, Un'altra proprietà del PVC è l`efficienza delle materie prime, il consumo a bassa energia e l`alta qualità dei prodotti creati. È resistente al fuoco e agli agenti chimici e le proprietà isolanti sono qualità che fanno del PVC un pavimento industriale ad hoc. 